# Cuéchod
Cuéchod är en ort i Mexiko.   Den ligger i kommunen San Antonio och delstaten San Luis Potosí, i den centrala delen av landet, 240 km norr om huvudstaden Mexico City. Cuéchod ligger 245 meter över havet och antalet invånare är 290.
Terrängen runt Cuéchod är lite kuperad, och sluttar norrut. Runt Cuéchod är det ganska tätbefolkat, med 124 invånare per kvadratkilometer. Närmaste större samhälle är Tampate, 11,8 km väster om Cuéchod. I omgivningarna runt Cuéchod växer huvudsakligen savannskog.